# Anzelm Ephorinus
Anzelm Ephorinus (Anzelm Eforyn, Eforinus) (ur. ?, zm. 1566) – śląski humanista, lekarz.

## Życiorys
Anzelm Ephorinus urodził się w Mirsku nad Kwisą na Śląsku. Studiował na Akademii Krakowskiej, w której następnie wykładał dialektykę i logikę. W Padwie otrzymał tytuł doktora medycyny. Po powrocie do Polski został mianowany pierwszym lekarzem miasta Krakowa. Korespondował z Erazmem z Rotterdamu. Autor kilku dzieł.
Według środowisk działających na rzecz uznania narodowości śląskiej jest jednym z protoplastów narodu śląskiego, bowiem kiedy korespondował z Erazmem z Rotterdamu, tamten wielokrotnie zwracał się do niego jak do Polaka, na co Anzelm, podpisując się w liście, napisał: „Tuus et suus, Anselmus Ephorinus, Silesius non Polonus” („Twój i swój własny, Anzelm Eforyn, Ślązak nie Polak”)